# 迈普还愿教堂

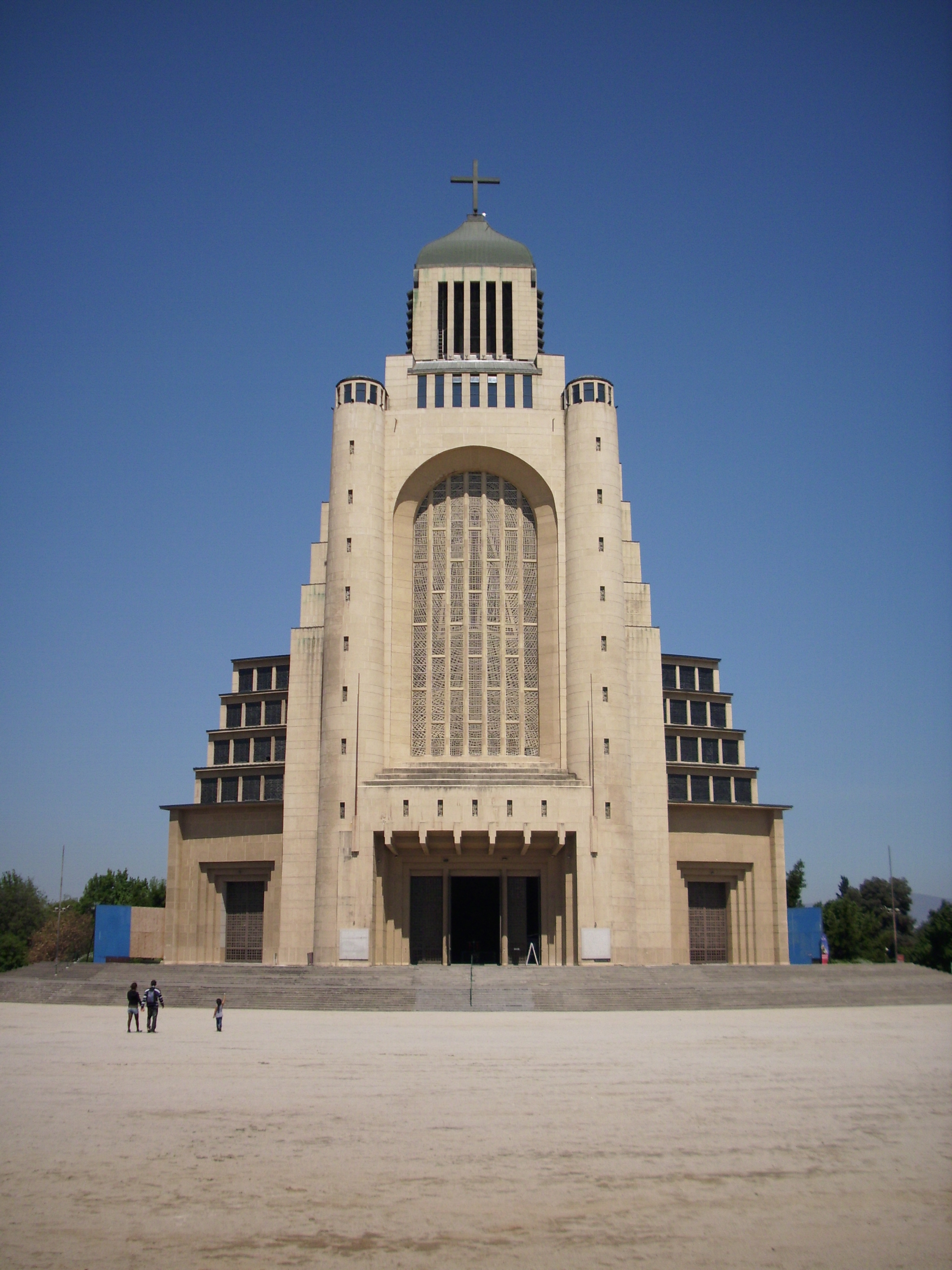
邁普還願教堂入口

迈普还愿教堂（西班牙語：Templo Votivo de Maipú）或圣母圣衣圣殿（西班牙語：Basílica de Nuestra Señora del Carmen）是一座位於智利迈普的罗马天主教宗座圣殿。该堂於1818年由贝尔纳多·奥希金斯建造，因为在迈普战役时，擔任最高指揮官的奥希金斯向加尔默罗圣母祈祷智利军队获胜，以确保智利独立。在戰爭過後，奧希金斯為了向聖母還願，因此打造的這座教堂。此外，它是智利最高的教堂，也是世界上最高的250座教堂之一。

## 历史
在戰爭結束後，奧希金斯將教堂命名為「勝利教堂」。1818年5月7日颁布修建法令後，於同年11月15日，在邁普舉行了该堂奠基典禮，並由當時的法政牧師多明哥·埃拉蘇里茲·馬達里亞加擔任這項建設的第一位監督。
由于缺乏材料，断断续续地修建了64年，終於在1892年4月才得以建成，舉行了盛大的落成典禮。然而1906年，一場劇烈的地震發生，隨後發生的餘震使得聖殿需要進行重建。
1942年12月8日，於聖地牙哥舉行的聖母大會上，唯一達成的共識是在邁普的勝利教堂舊址上建造一座宏偉的聖殿，以向聖母致敬。

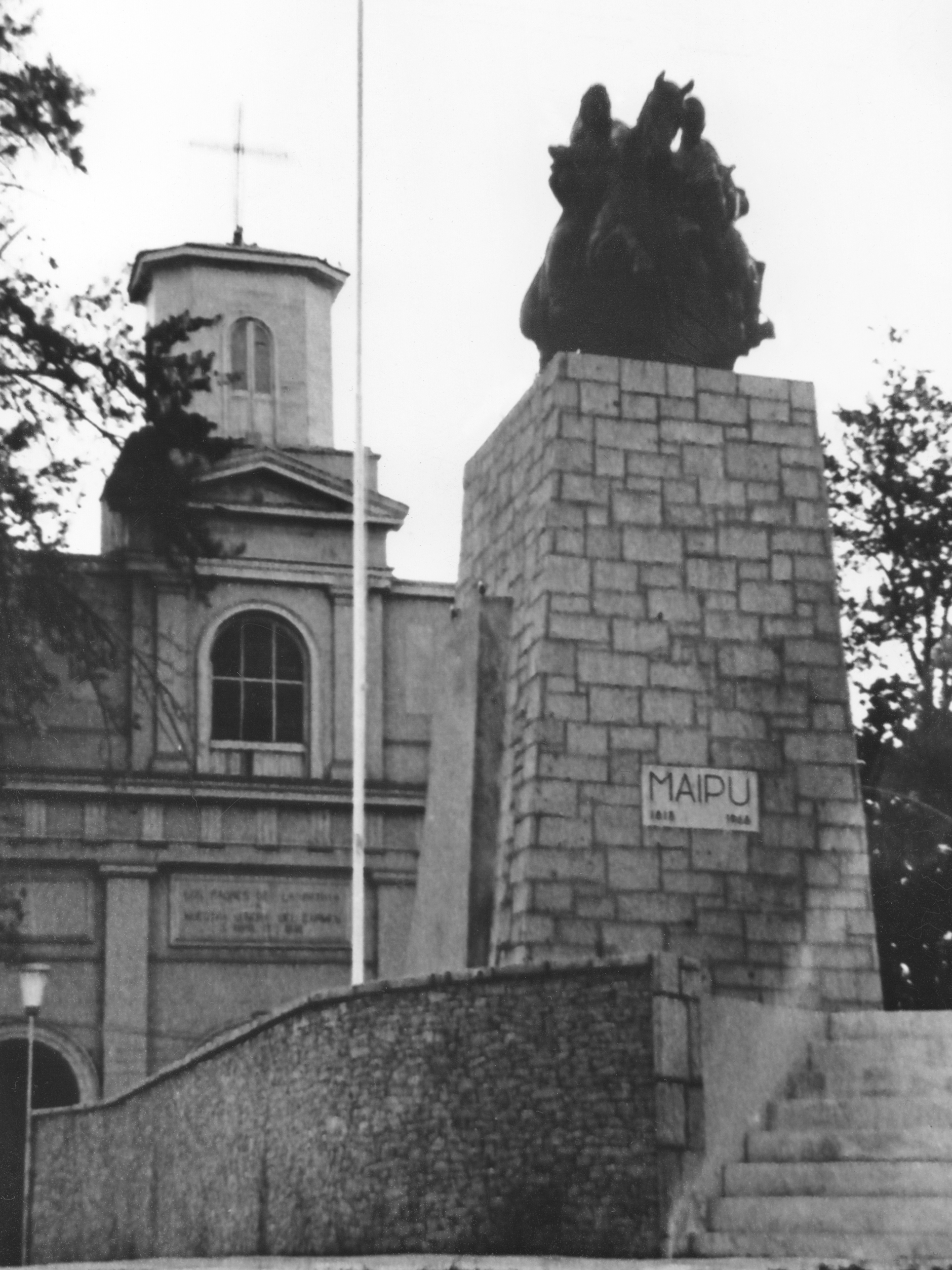
1940年左右拍攝，教堂的外觀照片。

1948年7月16日，圣地亚哥总主教，也就是後來成為樞機的若瑟·瑪麗亞·卡羅·羅德里奎茲 () 下令修建目前的圣堂。在當時投稿設計的競賽中，由智利籍西班牙裔建築師胡安·馬提內茲·古鐵雷斯的設計獲勝。在建堂的漫长岁月中，一些天主教团体像是Iglesia Joven或Clandestina反对修建，认为这是一种奢侈，建议将建堂的资金给智利最贫穷的人。這個團體由李奧納多·傑夫斯 (Leonardo Jeffs) 領導，在當時匿名接受不同媒體的訪問。
由于缺乏资金，直至1974年10月24日在奧希金斯國家誓願基金會（現在負責管理這座聖殿）的資助下才得以建成。重建後的勝利聖殿在卡門街上正式揭幕，就在與4月5日大道的交叉口，靠近 Rinconada 之路一側。同年11月23日，時任圣地亚哥枢机主教勞爾·席爾瓦·亨里奎茲 (Raúl Silva Henríquez) 祝圣了教堂，因此，這座聖所開始運作，讓教徒們能夠敬拜聖母卡門像。
起初，主要由政府推動的計劃是將這個地方轉變為一座巨大的陵墓，供國家英雄和著名的智利人士安息，類似於巴黎的先賢祠；但教會作為該地的所有者，直到1940年代，根據捐贈的明確要求，反對這一倡議，並選擇將其轉變為一個僅專注於天主教崇拜和對朝聖者的靈性關懷的聖殿。聖地牙哥大主教委託捨恩施塔特神父們負責此職，首任管理者為 Joaquín Alliende 神父。
1984年10月26日，根據第645號最高法令，该堂公布为智利历史纪念建筑。1987年1月27日，该堂升格为聖母院。

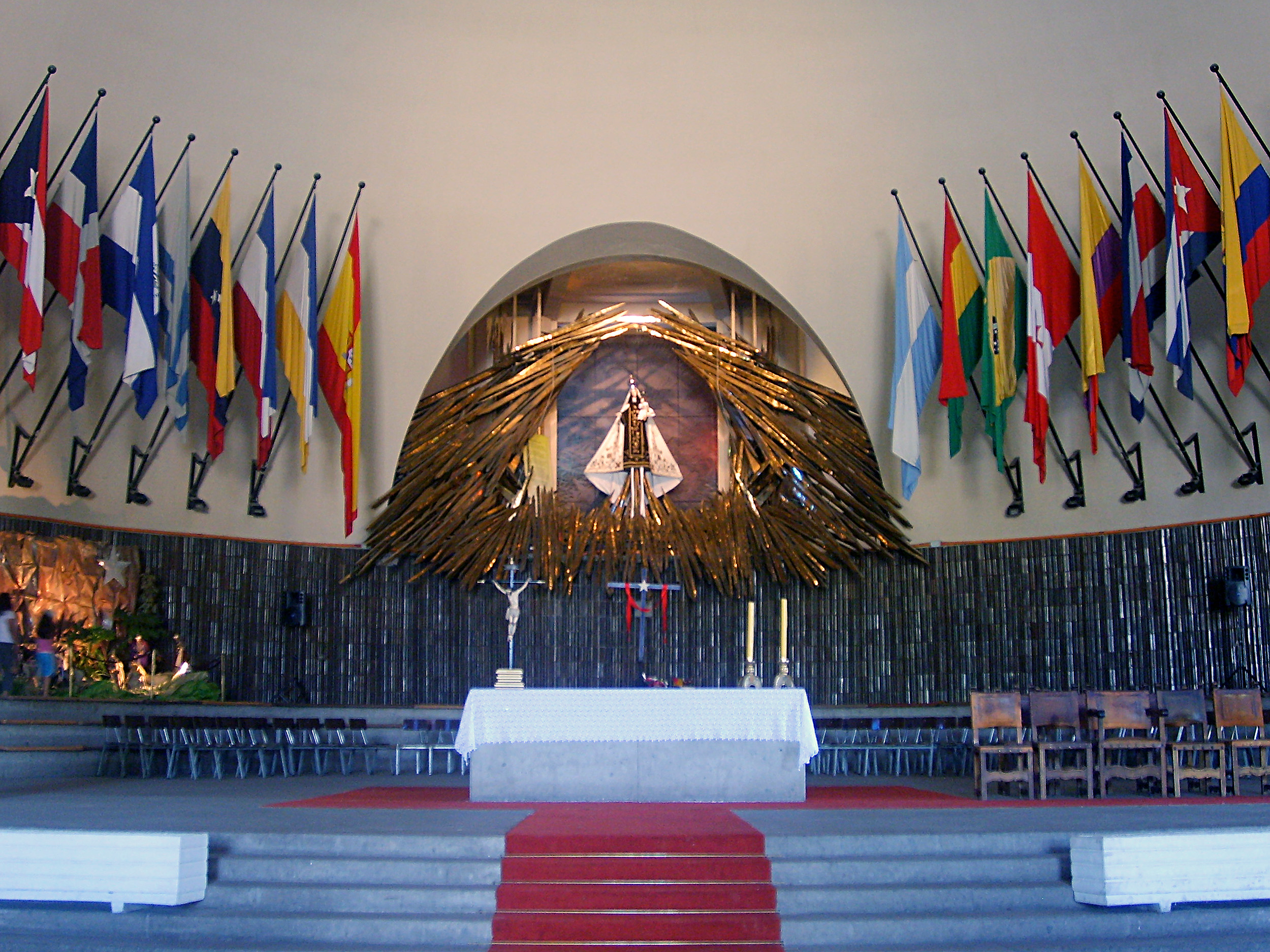

堂内供奉了加尔默罗圣母木雕，1785年由马丁·德勒库纳 (Martín de Lecuna) 带到智利，1945年8月，其后裔将其捐赠给蒙斯圣地亚哥总主教若瑟·玛丽亚·卡罗枢机。1987年4月3日，教宗若望保禄二世在智利进行访问时，将这尊雕像加冕为智利女王和主保。
教堂钟楼63米处设有观景台，于2012年4月3日落成，正值若望保禄二世访问智利25周年。该空间面积为300 m²，可俯瞰圣地亚哥西南部的全景。可以通过电梯或323级楼梯登台。堂内还设有罗盘玫瑰，标出世界各处圣母朝圣地的位置 。

## 後續工程
2002年12月3日，由三家科技公司 Enersis 、 Endesa 和 Chilectra 的支持下，邁普還願教堂的裝飾性照明項目正式啟用。這項裝飾性照明包括安裝燈光和裝飾元素，以突顯該建築的建築美感。
2008年12月， 邁普還願教堂與其他十七座建築一起獲得了 Bicentenario 工程獎，該獎項評價這些建築對智利在20世紀上半葉的城市發展所作出的貢獻。